# Udaya TV

Udaya TV est une station de télévision par câble indienne de langue kannada. 
C'est la première chaîne satellite en kannada en Inde. La chaîne fait partie du réseau Sun TV Network. Udaya TV est diffusée dans plusieurs pays, dont l'Inde, le Sri Lanka, Singapour, la Malaisie, le Canada et les États-Unis.
Parmi les autres canaux en kannada du groupe Asian Television Network, citons Udaya Movies, une chaîne de films en kannada 24 heures sur 24, Udaya News, une chaîne d'informations en kannada 24 heures sur 24, Udaya Music, une chaîne de musique en kannada 24 heures sur 24 et Udaya Comedy, une chaîne de comédie 24 heures sur 24.
Le 16 mars 2017, Udaya TV devient la deuxième chaîne de télévision en kannada à diffuser en 1080i Full HD et en qualité sonore 7.1 Dolby Digital. Le canal haute définition, Udaya HD, est diffusé via le service Sun Direct DTH sur le canal numéro 860.